# 飛鳥部勝則
飛鳥部 勝則 （あすかべ かつのり、本名：阿部 勝則（あべ かつのり）、1964年10月18日 -）は、日本の小説家、推理作家、洋画家。新潟県南魚沼郡塩沢町生まれ。

## 経歴
新潟県立六日町高等学校、新潟大学教育学部卒業、新潟大学大学院教育学研究科修了。
県立高校の美術教師として働くかたわら、洋画家として独立展、西脇市サムホール大賞展、県展、県芸展などに入選する。
1998年、『殉教カテリナ車輪』で第9回鮎川哲也賞を受賞し、同年9月に作家デビュー。同作は「このミステリーがすごい!」で第12位、「本格ミステリ・ベスト10」で第3位と高く評価される。2002年、銀座にある画廊宮坂で個展を開く。
日本推理作家協会、本格ミステリ作家クラブ、変格ミステリ作家クラブ、各会員。

## 作風
デビュー作『殉教カテリナ車輪』で、絵画図版を用い、図像学を本格的に推理小説に導入。その後、『バベル消滅』や『ヴェロニカの鍵』などの本格物を発表し、『レオナルドの沈黙』は名探偵物。また『N・Aの扉』『冬のスフィンクス』などの幻想小説風の推理小説や『ラミア虐殺』といった怪奇SFよりの推理小説が平行して書かれ、『鏡陥穽』は長編ホラー。短編は怪奇的なものが多く、「お菊さん」「王国」といった作品を《異形コレクション》に発表。「プロセルピナ」や「デッサンが狂っている」などの短編では、ホラーと本格物が融合。

## 『誰のための綾織』における盗作
2005年11月に、作品『誰のための綾織』に三原順の漫画『はみだしっ子』と類似した表現があるとの指摘があり、絶版・回収となった。類似部分は作中の重要な登場人物や台詞に及んでいた。指摘は専用の「検証サイト」を通じて行われた。飛鳥部はこれについて謝罪し、原書房は『誰のための綾織』を回収・絶版とした。しかし飛鳥部は後日、絶版を覆そうとする意思を示した。
弁護士の山口貴士は2006年1月、類似表現とされた部分は元作品と別の表現にまで昇華されているので著作権侵害には当たらないという意見を述べた。

## 作品リスト

### 単行本
- 殉教カテリナ車輪（1998年9月 東京創元社 / 2001年7月 創元推理文庫）
- バベル消滅（1999年8月 角川書店 / 2001年8月 角川文庫）
- N・Aの扉（1999年11月 新潟日報実業社 / 2025年5月 復刊ドットコム【新装版】）
- 砂漠の薔薇（2000年11月 光文社 カッパ・ノベルス / 2003年9月 光文社文庫）
- 冬のスフィンクス（2001年8月 東京創元社 創元クライム・クラブ / 2005年1月 光文社文庫）
- ヴェロニカの鍵（2001年9月 文藝春秋）
- バラバの方を（2002年4月 徳間書店 トクマ・ノベルズ）
- ラミア虐殺（2003年10月 光文社 カッパ・ノベルス / 2025年4月 光文社文庫）
- レオナルドの沈黙（2004年8月 東京創元社 創元クライム・クラブ）
- 誰のための綾織（2005年5月 原書房 ミステリー・リーグ）
- 鏡陥穽（2005年7月 文藝春秋）
- 堕天使拷問刑（2008年1月 早川書房 ハヤカワ・ミステリワールド / 2025年1月 ハヤカワ文庫JA）
- 黒と愛（2010年9月 早川書房 ハヤカワ・ミステリワールド）
- フィフス（2024年12月 書泉）
  - 収録作品：フィフス / 人形はなぜ縛られる

### アンソロジー
「」内が飛鳥部勝則の作品
- 異形コレクション
  - 玩具館（2001年9月 光文社文庫）「お菊さん」
  - マスカレード（2002年1月 光文社文庫）「呼ばれる」
  - 恐怖症（2002年5月 光文社文庫）「シルエット･ロマンス」
  - キネマ・キネマ（2002年9月 光文社文庫）「あなたの下僕」
  - 獣人（2003年3月 光文社文庫）「白い猫」
  - 夏のグランドホテル（2003年6月 光文社文庫）「辿り着けないかもしれない」
  - 教室（2003年9月 光文社文庫）「花切り」
  - 黒い遊園地（2004年4月 光文社文庫）「番人」
  - 蒐集家（コレクター）（2004年8月 光文社文庫）「プロセルピナ」
  - アート偏愛（フィリア）（2005年12月 光文社文庫）「デッサンが狂っている」
  - 進化論（2006年8月 光文社文庫）「読むべからず」
  - 伯爵の血族 紅ノ章（2007年4月 光文社文庫）「王国」
  - ひとにぎりの異形（2007年12月 光文社文庫）「とりつく」
  - 幻想探偵（2009年2月 光文社文庫）「バグベア」
  - 怪物團（2009年8月 光文社文庫）「洞窟」
  - 憑依（2010年5月 光文社文庫）「穴」
  - 物語のルミナリエ（2011年12月 光文社文庫）「幽霊に関する一考察」
  - 秘密（2021年6月 光文社文庫）「乳房と墓――綺説《顔のない死体》」
  - ギフト（2022年4月 光文社文庫）「もう一つの檻」
- ザ・ベストミステリーズ 2005 推理小説年鑑（2005年7月 講談社）「プロセルピナ」
  - 【改題】隠された鍵 ミステリー傑作選（2008年11月 講談社文庫）「プロセルピナ」
- ミステリ・オールスターズ（2010年9月 角川書店 / 2012年9月 角川文庫）「羅漢崩れ」
- 『このミステリーがすごい！』大賞STORIES（2010年11月 宝島社）「フィフス」
- ベスト本格ミステリ2011（2011年6月 講談社ノベルス）「羅漢崩れ」
  - 【改題】からくり伝言少女 本格短編ベスト・セレクション（2015年1月 講談社文庫）
- 幻想と怪奇 不思議な本棚 ショートショート・カーニヴァル（2024年6月 新紀元社）「黒い凧」

### その他の作品
- 魔女考（2017年3月 『NかMか』展III 配布小冊子 /  2023年10月 『堕天使拷問刑』書泉限定復刊特典小冊子）
- 振り子（2017年3月 『NかMか』展III 配布小冊子 /  2023年12月 『鏡陥穽』『黒と愛』書泉限定復刊特典小冊子）
- 針女（2023年10月 『堕天使拷問刑』『黒と愛』書泉限定復刊有償特典版小冊子）
- マラブンタ（2024年7月 『バベル消滅』井上雅彦『異形博覧会』書泉限定復刊有償特典版小冊子）
- 牝狼――新N・Aの扉（2024年7月 『バベル消滅』井上雅彦『異形博覧会』書泉限定復刊有償特典版小冊子）
- 磯女（2025年1月 文庫『堕天使拷問刑』紀伊國屋書店&書泉・芳林堂書店限定特典小冊子）
- 姫と呼ぶ（2025年5月 『N・Aの扉［新装版］』書泉限定復刊有償特典版小冊子）